# Ilha Bob
A Ilha Bob (64° 56' 15" S 63° 26' O) é uma ilha rochosa com uma milha náutica (2 km) de comprimento e 145 m (476 ft) de altitude, 4 milhas náuticas (7 km) a sudeste do Cabo Errera, na Ilha Wiencke, no Arquipélago Palmer, na Antártida. Uma ilha nesta região foi explorada e fotografada pela Expedição Antártica Belga sob Gerlache, em 1898. Originalmente foi chamada de "Ille Famine", mas nos relatos da expedição foi renomeada como "Ille Bob". Numa pesquisa da região, em 1955, o Falkland Islands Antarctic Survey pousou no local. Embora a ilha fosse um pouco distinta do local e posição relatados pela expedição belga, foi considerada como sendo a Ilha Bob devido a semelhanças com as fotos originais.